# Avranchin

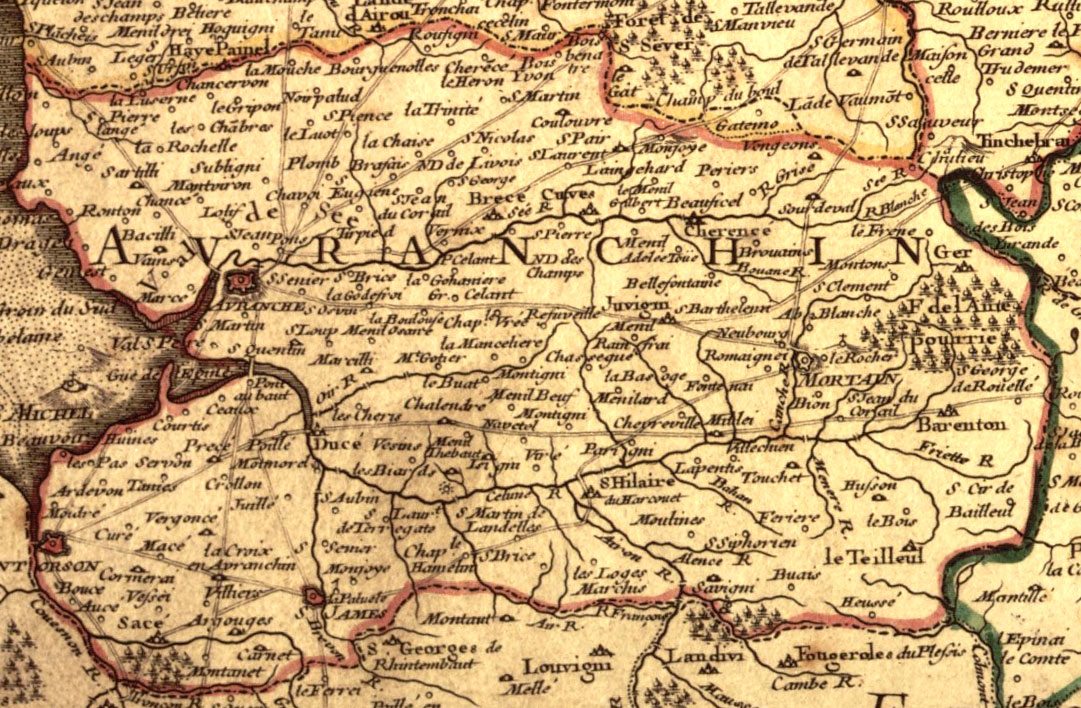
Un mapa de Avranchin de 1716.

El Avranchin es una zona de Normandía, Francia, que se corresponde con el territorio de la tribu celta de los Abrincatui, de la que toma su nombre la ciudad de Avranches, su población más importante.
En 867, por el Tratado de Compiègne, Carlos el Calvo entregó el Avranchin a Salomón I de Bretaña. En 933, fue incorporado al ducado de Normandía por el duque Guillermo I.

## Geografía
Avranchin se sitúa en el Macizo Armoricano, al sur del Cotentin en el departamento de Mancha en la Normandía occidental. Está limitado al norte por el río Thar y al estte por el Égrenne, un afluente del Mayene. Al noroeste se sitúa la bahía de Mont-Saint-Michel. El suroeste estaba limitado por el río Couesnon, aunque tras las canalizaciones llevadas a cabo en el siglo XVIII, el río fluye ahora a 4 km al oeste. La mayor población de la zona es Avranches. La villa de Mortain se incluye tradicionalmente en Avranchin.

## Historia
Avranchin era el territorio ancestral de los Abrincuti. Durante el dominio romano pasó a formar parte de la segunda división de Gallia Lugdunensis, que corresponde aproximadamente a la actual Normandía. Tras la caída del imperio romano, la zona se integró en el reino franco de Neustria hasta que cesión a Bretaña como parte del tratado de Compiègne en 867. En 933, Gulilermo de Normandía recibió el control de una gran parte de Bretaña (incluido Avranchin) a cambio de reconocer a Raúl de Francia como rey de Francia Occidental. Los bretones se opusieron a este acuerdo y fueron reprimidos por la fuerza. Avranchin no se integró completamente en Normandía hasta 1009 bajo Ricardo II. En 1204, Felipe II conquistó Normandía (y junto a ella Avranchin) para Francia.